# A.C.F. Brescia Calcio Femminile 2022-2023
Questa voce raccoglie le informazioni riguardanti l'A.C.F. Brescia Calcio Femminile Società Sportiva Dilettantistica nelle competizioni ufficiali della stagione 2022-2023.

## Divise e sponsor
La grafica delle tenute da gioco riprende il classico motivo a V sulla maglia, bianco in campo azzurro o a colori invertiti, che caratterizza anche il Brescia maschile, dalla quale questa società si ricorda essere indipendente. Main sponsor era pardgroup, quello tecnico, fornitore delle tenute, Macron.

## Organigramma societario
Come da sito societario.
Area amministrativa
- Presidente: Clara Gorno
- Direttore generale:

Area tecnica
- Allenatore: Ashraf Seleman
- Vice allenatore: Giovanni Tirinnocchi Penna
- Preparatore dei portieri: Giorgio Negro
- Preparatore atletico: Emiliano Giuffrida
- Medico sociale: Ennio Favara
- Fisioterapisti: Stefano Ferrari

## Rosa
Rosa, ruoli e numeri di maglia come da sito societario.
| N. |                      | Ruolo | Calciatrice                 |
| -- | -------------------- | ----- | --------------------------- |
| 1  | Italia (bandiera)    | P     | Alice Lugli                 |
| 2  | Italia (bandiera)    | D     | Guya Vavassori              |
| 4  | Italia (bandiera)    | C     | Laura Ghisi                 |
| 6  | Italia (bandiera)    | D     | Chiara Viscardi             |
| 7  | Italia (bandiera)    | A     | Veronique Brayda (capitano) |
| 8  | Italia (bandiera)    | D     | Chiara Barcella             |
| 9  | Slovenia (bandiera)  | A     | Zala Kuštrin                |
| 10 | Italia (bandiera)    | C     | Cristina Merli              |
| 11 | Finlandia (bandiera) | C     | Fanni Pietikainen           |
| 12 | Italia (bandiera)    | D     | Caterina Fracaros           |
| 14 | Italia (bandiera)    | D     | Elisa Galbiati              |
| 15 | Italia (bandiera)    | D     | Chiara Ripamonti            |
| 17 | Italia (bandiera)    | D     | Laura Perin                 |
| 18 | Italia (bandiera)    | A     | Luana Merli                 |

| N. |                   | Ruolo | Calciatrice        |
| -- | ----------------- | ----- | ------------------ |
| 20 | Svezia (bandiera) | A     | Jenny Hjohlman     |
| 21 | Italia (bandiera) | C     | Gaia Farina        |
| 22 | Italia (bandiera) | A     | Sofia Pasquali     |
| 23 | Italia (bandiera) | C     | Serena Magri       |
| 25 | Italia (bandiera) | C     | Elena Panza        |
| 27 | Italia (bandiera) | A     | Camilla Tengattini |
| 30 | Italia (bandiera) | C     | Gaia Bianchi       |
| 32 | Italia (bandiera) | P     | Sara Ferrari       |
| 33 | Italia (bandiera) | C     | Maria Bortolin     |
| 78 | Italia (bandiera) | A     | Teresa Fracas      |
| 77 | Italia (bandiera) | A     | Giulia Lumina      |
| 78 | Italia (bandiera) | D     | Letizia Angoli     |
| 82 | Italia (bandiera) | P     | Chiara Trevaini    |

## Calciomercato

### Sessione estiva
| Acquisti | Acquisti          | Acquisti    | Acquisti   |
| R.       | Nome              | da          | Modalità   |
| -------- | ----------------- | ----------- | ---------- |
| P        | Alice Lugli       | Sassuolo    | definitivo |
| P        | Sara Ferrari      | Cortefranca | definitivo |
| D        | Guya Vavassori    | Cortefranca | definitivo |
| C        | Fanni Pietikainen |             | definitivo |
| A        | Zala Kuštrin      | Radomlje    | definitivo |

| Cessioni | Cessioni             | Cessioni   | Cessioni   |
| R.       | Nome                 | a          | Modalità   |
| -------- | -------------------- | ---------- | ---------- |
| D        | Benedetta Maroni     | Tavagnacco | definitivo |
| C        | Maddalena Porcarelli | Cesena     | definitivo |

### Sessione invernale
| Acquisti | Acquisti | Acquisti | Acquisti |
| R.       | Nome     | da       | Modalità |
| -------- | -------- | -------- | -------- |
|          |          |          |          |

| Cessioni | Cessioni       | Cessioni  | Cessioni   |
| R.       | Nome           | a         | Modalità   |
| -------- | -------------- | --------- | ---------- |
| D        | Guya Vavassori | Lumezzane | definitivo |

## Risultati

### Serie B

#### Girone di andata
| Arbitro: | Iheukwumere (L'Aquila) |

|             |           |            |
| Toniolo 45’ | Marcatori | 90’ Fracas |

| Brescia 25 settembre 2022, ore 15:00 CEST 2ª giornata | Brescia             | 0 – 0 referto referto 2 | Arezzo | Centro sportivo Mario Rigamonti\| Arbitro: \| Migliorini (Verona) \| |
| Arbitro:                                              | Migliorini (Verona) |                         |        |                                                                      |

| Arbitro: | Falleni (Livorno) |

|  |           |                                                 |
|  | Marcatori | 10’, 48’ (rig.) L. Merli 12’ Fracas 80’ Kuštrin |

| Arbitro: | Tona Mbei (Cuneo) |

|                         |           |                    |
| L. Merli 24’ Fracas 26’ | Marcatori | 35’ (rig.) Peretti |

| Arbitro: | Castelli (Ascoli Piceno) |

|                            |           |                           |
| Brambilla 9’ Tamburini 20’ | Marcatori | 34’ Hjohlman 76’ Pasquali |

| Arbitro: | Rodighero (Vicenza) |

|                           |           |                                    |
| Hjohlman 44’ L. Merli 45’ | Marcatori | 2’ Zanni 75’ Distefano 90+2’ Costi |

| Arbitro: | Cappai (Cagliari) |

|                                  |           |              |
| Barbaresi 48’ Eli. Mariani 90+1’ | Marcatori | 29’ L. Merli |

| Arbitro: | Gavini (Aprilia) |

|                                               |           |                          |
| Ferrandi 14’ González 17’ Gomes 68’ Mauri 87’ | Marcatori | 11’ (rig.), 71’ L. Merli |

| Arbitro: | Esposito (Napoli) |

|              |           |                                            |
| Galbiati 37’ | Marcatori | 32’ Ferrato 79’ Tardini 90+5’ Dallagiacoma |

| Arbitro: | Cortese (Bologna) |

|  |           |           |
|  | Marcatori | 60’ Magri |

| Arbitro: | Albano (Venezia) |

|                                                                  |           |  |
| Peare 3’ (aut.) Fracas 43’ Fracaros 48’ L. Merli 74’ Pedrini 82’ | Marcatori |  |

| Arbitro: | Savino (Torre Annunziata) |

|  |           |                                                 |
|  | Marcatori | 16’ L. Merli 40’ Fracas 53’ Brayda 79’ Hjohlman |

| Arbitro: | Chieppe (Biella) |

|                                                                                          |           |  |
| Galbiati 3’ Marchetti 16’ (aut.) Brayda 24’, 45’ L. Merli 65’ (rig.) Fracas 90+3’, 90+5’ | Marcatori |  |

| Arbitro: | Dorillo (Torino) |

|                                        |           |  |
| Lombardo 25’ Massimino 42’ Pacioni 87’ | Marcatori |  |

| Arbitro: | Catanzaro (Catanzaro) |

|            |           |  |
| Brayda 14’ | Marcatori |  |

#### Girone di ritorno
| Arbitro: | Martino (Firenze) |

|                                     |           |                                                             |
| Pasquali 5’ Hjohlman 11’ Fracas 73’ | Marcatori | 61’ Chatzīnikolaou 64’ Toniolo 75’ Kakampouki 81’ Pittaccio |

| Arbitro: | Cravotta (Città di Castello) |

|               |           |                       |
| Razzolini 83’ | Marcatori | 34’ Brayda 77’ Fracas |

| Arbitro: | Zago (Conegliano) |

|            |           |           |
| Brayda 36’ | Marcatori | 59’ Costi |

| Arbitro: | Paccagnella (Bologna) |

|                                       |           |  |
| Meneghini 10’ Semanová 12’ Pasini 68’ | Marcatori |  |

| Arbitro: | El Amil (Nichelino) |

|                         |           |             |
| Fracas 19’ Brayda 90+3’ | Marcatori | 23’ Baldini |

| Arbitro: | Mancini (Pistoia) |

|                                     |           |                       |
| Distefano 18’, 30’, 56’ Zanni 90+2’ | Marcatori | 69’ Farina 77’ Fracas |

| Arbitro: | Zoppi (Firenze) |

|                                  |           |  |
| Brayda 78’, 81’ Magri 87’ (rig.) | Marcatori |  |

| Arbitro: | Grassi (Forlì) |

|  |           |                       |
|  | Marcatori | 3’ Mauri 47’ Ferrandi |

| Arbitro: | Mazzoni (Prato) |

|                                                       |           |                                 |
| Scuratti 37’, 64’ Mascanzoni 46’ Zanoletti 52’ (rig.) | Marcatori | 34’ Fracas 40’ Brayda 88’ Magri |

| Arbitro: | Di Nosse (Nocera Inferiore) |

|  |           |                                      |
|  | Marcatori | 18’ Peruzzo 35’ Kongoulī 46’ Zannini |

| Arbitro: | Dini (Città di Castello) |

|                      |           |  |
| Poli 67’ Blasoni 73’ | Marcatori |  |

| Arbitro: | Muccignato (Pordenone) |

|                          |           |  |
| Pasquali 26’ Bianchi 39’ | Marcatori |  |

| Arbitro: | Frazza (Schio) |

|                        |           |  |
| Diaz Ferrer 80’ (rig.) | Marcatori |  |

| Arbitro: | Angelo (Marsala) |

|            |           |                                   |
| Brayda 40’ | Marcatori | 48’ Spyridonidou 90+2’ Di Criscio |

| Arbitro: | Bellò (Castelfranco Veneto) |

|             |           |                        |
| Kuenrath 7’ | Marcatori | 48’ Pasquali 56’ Magri |

### Coppa Italia

#### Gironi eliminatori
| Arbitro: | Maccorin (Pordenone) |

|                   |           |  |
| Kongoulī 27’, 45’ | Marcatori |  |

| Arbitro: | Poli (Verona) |

|              |           |                                                   |
| L. Merli 57’ | Marcatori | 13’ Pfattner 72’ Sembrant 85’ Girelli 90’ Boattin |

## Statistiche

### Statistiche di squadra
| Competizione | Punti | In casa | In casa | In casa | In casa | In casa | In casa | In trasferta | In trasferta | In trasferta | In trasferta | In trasferta | In trasferta | Totale | Totale | Totale | Totale | Totale | Totale | DR |
| Competizione | Punti | G       | V       | N       | P       | Gf      | Gs      | G            | V            | N            | P            | Gf           | Gs           | G      | V      | N      | P      | Gf     | Gs     | DR |
| ------------ | ----- | ------- | ------- | ------- | ------- | ------- | ------- | ------------ | ------------ | ------------ | ------------ | ------------ | ------------ | ------ | ------ | ------ | ------ | ------ | ------ | -- |
| Serie B      | 40    | 15      | 7       | 2       | 6       | 30      | 20      | 15           | 5            | 2            | 8            | 24           | 28           | 30     | 12     | 4      | 14     | 54     | 48     | +6 |
| Coppa Italia | -     | 1       | 0       | 0       | 1       | 1       | 4       | 1            | 1            | 0            | 0            | 2            | 0            | 2      | 1      | 0      | 1      | 3      | 4      | -1 |
| Totale       | -     | 16      | 7       | 2       | 7       | 31      | 24      | 16           | 6            | 2            | 8            | 26           | 28           | 32     | 13     | 4      | 15     | 57     | 52     | +5 |

### Andamento in campionato
| Giornata  | 1 | 2  | 3 | 4 | 5 | 6 | 7 | 8  | 9  | 10 | 11 | 12 | 13 | 14 | 15 | 16 | 17 | 18 | 19 | 20 | 21 | 22 | 23 | 24 | 25 | 26 | 27 | 28 | 29 | 30 |
| --------- | - | -- | - | - | - | - | - | -- | -- | -- | -- | -- | -- | -- | -- | -- | -- | -- | -- | -- | -- | -- | -- | -- | -- | -- | -- | -- | -- | -- |
| Luogo     | T | C  | T | C | T | C | T | T  | C  | T  | C  | T  | C  | T  | C  | C  | T  | C  | T  | C  | T  | C  | C  | T  | C  | T  | C  | T  | C  | T  |
| Risultato | N | N  | V | V | N | P | P | P  | P  | V  | V  | V  | V  | P  | V  | P  | V  | N  | P  | V  | P  | V  | P  | P  | P  | P  | V  | P  | P  | V  |
| Posizione | 8 | 11 | 6 | 5 | 5 | 8 | 8 | 10 | 11 | 9  | 7  | 7  | 7  | 8  | 7  | 8  | 8  | 8  | 8  | 8  | 8  | 8  | 8  | 8  | 8  | 8  | 8  | 8  | 8  | 8  |

Legenda:

Luogo: C = Casa; T = Trasferta. Risultato: V = Vittoria; N = Pareggio; P = Sconfitta.